# Toxic
"Toxic" je pjesma američke pop pjevačice Britney Spears. Objavljena je 12. siječnja 2004. kao drugi singl s njenog četvrtog studijskog albuma In the Zone u izdanju Jive Recordsa. Pjesmu su napisali Bloodshy & Avant, Cathy Dennis i Henrik Jonback, dok su producenti Bloodshy & Avant.

## Uspjeh pjesme
"Toxic" je postao četvrti Spearsin top 10 singl, popevši se do broja 9 na Billboard Hot 100 ljestvici. To je prvi Spearsin singl u SAD-u koji je dospio na prvo mjesto Hot Digital Tracks-a. Osim toga, rangirao se na broju 48 na Billbordovoj godišnjoj ljestviciu 2004. godini.
Pjesma je isto bila vrlo uspješna u Ujedinjenom Kraljevstvu, prodavši se u 102,500 primjeraka u prvom tjednu od objavljenja, i debitirajući na prvom mjestu službene glazbene ljestvice. "Toxic" se prodan u 268,000 primjeraka u Ujedinjenom Kraljevstvu, postavši jedan od najprodavanijih singlova 2004. godine. U Europi se singl većinom plasirao u top 10 na svakoj ljestvici u kojoj se nalazio, i u velikim tržištima kao što su njemačko i francusko. 
Na Pacifiku je "Toxic" također bio veliki hit. U Australiji je debitirao na vrhu ljestvice i dobio je platinastu nakladu s prodanih 70,000 primjeraka. U Novom Zelandu se singl našao na drugom mjestu nacionalne top ljestvice, dobivši s time zlatnu certifikaciju.

## Popis pjesama
| Britanski CD singl (82876 602092) 1. "Toxic" (glavna verzija) — 3:21 2. "Toxic" (Lenny Bertoldo Mix Show Edit) — 5:46 3. "Toxic" (Armand Van Helden Remix Edit) — 6:25 4. "Toxic" (Felix Da Housecat's Club Mix) — 7:09 5. "Toxic" (instrumentalna verzija) — 3:21 Britanski DVD singl (82876 603669) 1. "Toxic" (glavna verzija) — 3:21 2. "Toxic" (Lenny Bertoldo Mix Show Edit) — 5:46 3. "Toxic" (glavna verzija) 4. +Britney video intervju Europski CD singl (82876 592652) 1. "Toxic" (glavna verzija) — 3:21 2. "Toxic" (instrumentalna verzija) — 3:21 | Europski CD maksi singl (82876 591732) 1. "Toxic" (glavna verzija) — 3:21 2. "Toxic" (instrumentalna verzija) — 3:21 3. "Toxic" (Bloodshy & Avant Intoxicated Remix) — 5:35 4. "Toxic" (Armand Van Helden Mix Edit) — 6:25 Američki vinilni singl (82876 592141) - Strana A: 1. "Toxic" (Armand Van Helden Remix) — 9:34 - Strana B: 1. "Toxic" (Felix Da Housecat's Club Mix) — 7:04 2. "Toxic" (Lenny Bertoldo Mix Show Edit) — 5:46 |

## Ljestvice
| Ljestvice (2004.)       | Najviša pozicija |
| ----------------------- | ---------------- |
| Australija              | 1                |
| Austrija                | 1                |
| Belgija (Flandrija)     | 1                |
| belgija (Valonija)      | 1                |
| Kanada                  | 1                |
| Danska                  | 1                |
| Nizozemska              | 1                |
| Europa                  | 1                |
| Finska                  | 1                |
| Francuska               | 3                |
| Njemačka                | 4                |
| Irska                   | 1                |
| Italija                 | 4                |
| Novi Zeland             | 2                |
| Norveška                | 1                |
| Rumunjska               | 4                |
| Španjolska              | 5                |
| Švedska                 | 1                |
| Švicarska               | 1                |
| Ujedinjeno Kraljevstvo  | 1                |
| SAD (Billboard Hot 100) | 1                |

## Povijest objavljivanja
| Država                 | Kuća         | Format         | Datum               |
| ---------------------- | ------------ | -------------- | ------------------- |
| SAD                    | Jive Records | Radio          | 12. siječnja, 2004. |
| SAD                    | Jive Records | 12-inč singl   | 2. ožujka, 2004.    |
| Japan                  | Jive Records | CD singl       | 28. siječnja, 2004. |
| Europa                 | Jive Records | CD singl       | 9. veljače, 2004.   |
| Europa                 | Jive Records | CD maksi singl | 9. veljače, 2004.   |
| Ujedinjeno Kraljevstvo | Jive Records | CD maksi singl | 1. ožujka, 2004.    |
| Ujedinjeno Kraljevstvo | Jive Records | DVD singl      | 1. ožujka, 2004.    |

## Nagrade
| Godina | Dodjela nagrada         | Nagrada                         | Rezultat   |
| ------ | ----------------------- | ------------------------------- | ---------- |
| 2004.  | MTV Video Music Awards  | Najbolji video ženskog izvođača | Nominacija |
| 2004.  | MTV Video Music Awards  | Najbolji plesni video           | Nominacija |
| 2004.  | MTV Video Music Awards  | Najbolji pop video              | Nominacija |
| 2004.  | MTV Video Music Awards  | Video godine                    | Nominacija |
| 2004.  | MuchMusic Video Awards  | Najbolji međunarodni video      | Nominacija |
| 2004.  | MTV Europe Music Awards | Najbolja pjesma                 | Nominacija |
| 2004.  | Kid's Choice Awards     | Najbolja pjesma                 | Osvojeno   |
| 2004.  | Popstar Magazine        | Najbolji sadašnji video         | Osvojeno   |
| 2004.  | Teen Choice Awards      | Najbolja pjesma                 | Osvojeno   |
| 2004.  | Golden Music Awards     | Video godine                    | Osvojeno   |
| 2005.  | Grammy Awards           | Najbolja plesna pjesma          | Osvojeno   |
| 2005.  | Groovevolt Awards       | Video godine                    | Osvojeno   |
| 2005.  | UK Ivor Novello Awards  | Najbolja pjesma                 | Osvojeno   |